# ديريك برات
ديريك برات (31 أكتوبر 1925 في المملكة المتحدة - 10 يناير 1997 في المملكة المتحدة) (بالإنجليزية: Derek Pratt)‏ هو لاعب كريكت بريطاني (وحمل سابقاً جنسية المملكة المتحدة لبريطانيا العظمى وأيرلندا). لعب مع نادي مقاطعة سري للكريكت ‏ ونادي مقاطعة بيدفوردشير للكريكت ‏.

## وصلات خارجية
- ديريك برات على موقع إي آس بي آن كريك إنفو (الإنجليزية)